# 렌페 114급
렌페 114급(스페인어: Renfe Class 114)은 스페인의 철도 기업인 렌페가 운행하는 고속열차로 아반트에서 운행하고 있다. 펜돌리노 차량을 기반으로 개발되었다.

## 같이 보기
- 렌페 104급
- 렌페 490급